# Liste der Monuments historiques in Cumières-le-Mort-Homme
Die Liste der Monuments historiques in Cumières-le-Mort-Homme führt die Monuments historiques in der französischen Gemeinde Cumières-le-Mort-Homme auf.

## Liste der Objekte
| Bezeichnung               | Beschreibung                   | Standort                       | Kennzeichnung | Schutzstatus | Datum | Bild |
| ------------------------- | ------------------------------ | ------------------------------ | ------------- | ------------ | ----- | ---- |
| Skulptur Madonna mit Kind | Stein, farbig gefasst, um 1300 | in der Friedhofskapelle (Lage) | PM55000201    | Classé       | 1982  |      |